# Elegi över en förlorad sommar
Elegi över en förlorad sommar är en drygt 450 rader lång dikt från 1953 av Paul Andersson, den blev hans stora genombrott . 
Den utgavs på Metamorfos, i en första version som stencilerat häfte, därefter en andra version som tryckt bokupplaga. 
Året efter publicerade Andersson en tredje och sista version av denna elegi i en metamorfos-antologi utgiven av FIB:s Lyrikklubb med inledning av Karl Vennberg. 
Där berättar han om diktens tillkomst sommaren 1952, "i en tid av händelselöshet", när han låg inkallad vid Stockholms luftvärnsregemente (Lv3) i Norrtälje. 
De tre olika versionerna, som publicerades mellan februari 1953 och maj 1954, återutgavs 2010. 